# Baskicko (autonomní společenství)
Baskicko (baskicky Euskal Autonomia Erkidegoa, krátce Euskadi; španělsky Comunidad Autónoma del País Vasco) je autonomní společenství na severu Španělska, mezi Pyrenejemi a Biskajským zálivem. Území obývá převážně národ Basků, hovořící izolovaným jazykem baskičtinou, která je zde také prvním úředním jazykem, zatímco španělština má postavení druhého úředního jazyka. Metropolí autonomního Baskicka je Vitoria (baskicky Gasteiz), největším městem pak Bilbao (Bilbo).

## Historie

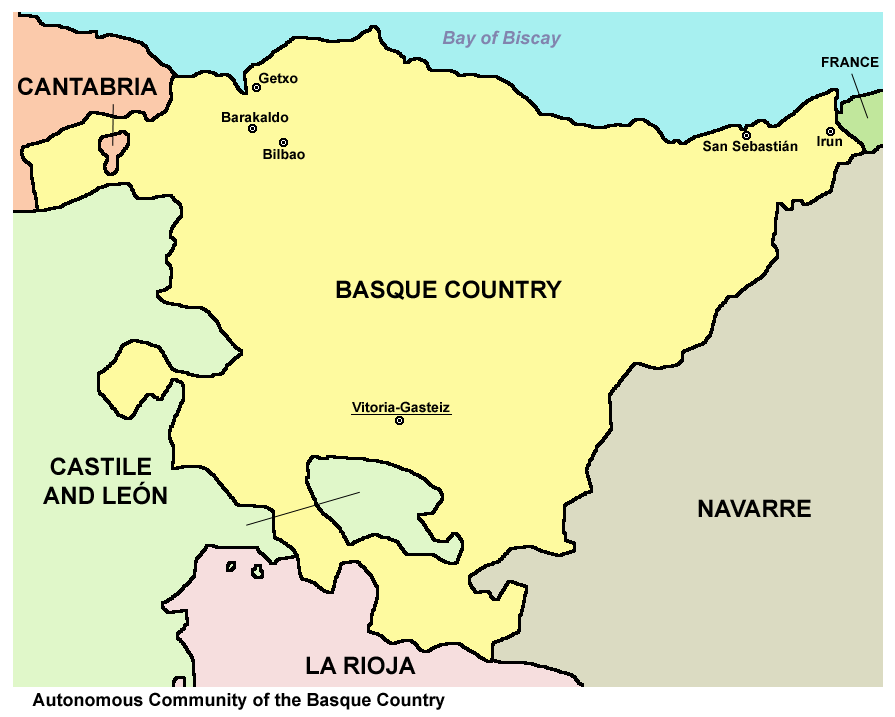
Mapa umístění Baskicka

Baskové jsou známí svou odlišností od svých sousedů. Liší se jak geny, tak jazykem. Baskové jsou považováni za poslední původní praobyvatele Pyrenejského poloostrova, možná i Evropy. Baskičtina není příbuzná s žádným evropským jazykem.
Z archeologických a genetických výzkumů se našla spojitost mezi lebečními fragmenty člověka kromaňonského a tvarem lebky současných obyvatel Baskicka. Vedle Basků obývala v době Římského císařství danou oblast i etnická skupina Akvitánců. Většina Akvitánců byla za vlády Římanů romanizována. Baskům se však své zvyky, jazyk a nezávislost podařilo zachovat. Po pádu Římského císařství se pokusili ovládnout Basky Vizigóti. Na počátku 9. st. se objevila hrozba ze strany Maurů. Tento silný nepřítel způsobil, že se jednotlivé kmeny Basků sjednotily a roku 818 vyhlásily Navarrské království. Později Baskové přijali křesťanství, ale víru si přizpůsobili svým tradicím a zvyklostem. Své tradice si předávali ústně, první sepsání tzv. fueros proběhlo až ve 12. st. Po dokončení rekonquisty chybělo ke sjednocení španělského území pouze Navarrské království (v té době spravované francouzskými panovníky) obývané Basky. Po velkém nátlaku kastilských panovníků a po vyjednání tradičních práv vycházejících z fueros (také výjimky z branné povinnosti a placení daní), se provincie Álava, Bizkaia a Gipuzkoa roku 1512 připojily ke Kastilské koruně. Následujících čtyři sta let si Baskové bránili právo na svou vlastní samosprávu. V roce 1876 však španělští liberálové jejich výsadu fueros zrušili. To se stalo příčinou nespokojenosti a také vzniku separatistických tendencí.

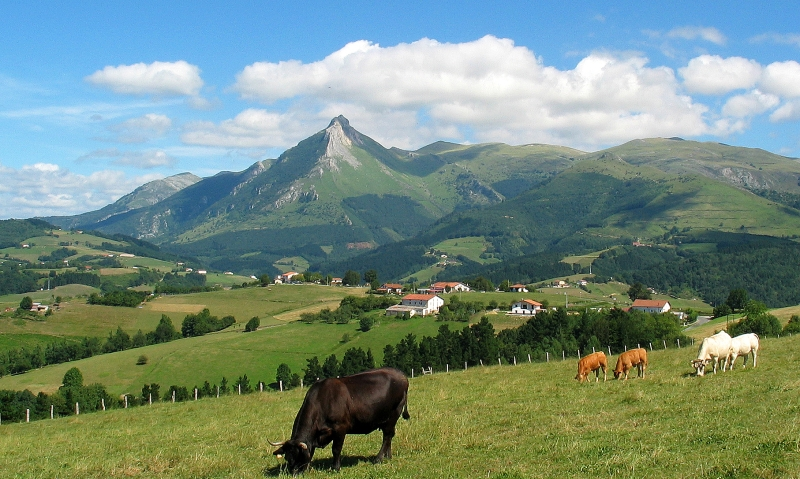
Pohoří Txindoki

V roce 1895 byla Sabinem Aranou založena Baskická národní strana (EAJ/PNV), která byla stejně jako používání baskičtiny v období frankismu zakázána. Po vypuknutí španělské občanské války provincie Bizkaia a Gipuzkoa podpořily republikány výměnou za autonomii, která nabyla účinnost 5. října 1936 po předchozím schválení ve Valencii. Po skončení druhé světové války Franco na Basky tvrdě udeřil. Během násilných akcí přišlo o život až 21 000 lidí. Fašistická vláda zakázala používání baskičtiny a na udržování veřejného pořádku dohlížely milice. To vyvolalo další napětí. K nejlépe organizovaným hnutím náležela organizace Euskadi Ta Askatasuna, zkráceně ETA, která úspěšně realizovala atentát na pravděpodobného Frankova nástupce admirála Blanka. Později přešla ETA k teroristickým útokům. Organizace má na svědomí desítky útoků.
Po přechodu k demokratické společnosti nová španělská ústava zaručila Baskům omezené právo na autonomii. Mají vlastní parlament, daňový systém i policejní složky. Baskičtina se vyučuje na školách. Jednou z nejsilnějších politických stran v Baskicku je Baskická národní strana (EAJ/PNV).

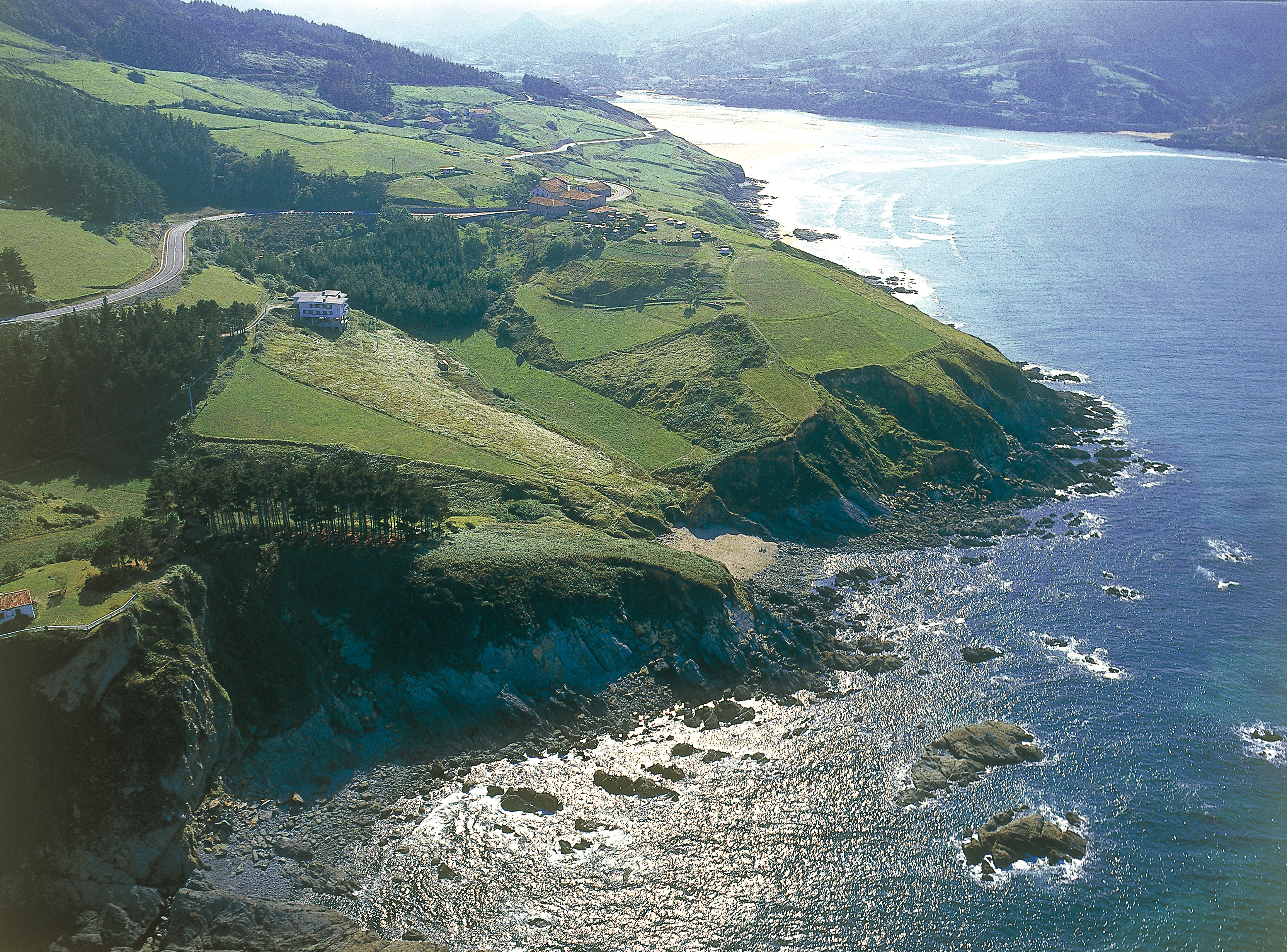
Pobřeží v provincii Bizkaia

V autonomních volbách v březnu 2009 nacionalistické strany po dlouhé době ztratily většinu v parlamentu. V říjnu 2011 demonstrovaly v Bilbau, největším městě regionu, desetitisíce lidí, kteří si přejí nezávislost Baskicka. Shromáždění se uskutečnilo jen několik dní poté, co baskická organizace ETA s konečnou platností zastavila svůj ozbrojený boj za nezávislost Baskicka.

## Symboly

### Vlajka
Baskická vlajka je tvořena červeným listem o poměru stran 14:25 na který je položen zelený ondřejský kříž a přes něj bílý svatojiřský kříž.

### Hymna
Baskická hymna je píseň Eusko Abendaren Ereserkia (česky Hymna baskického etnika),. Zároveň je národní hymnou Baskicka v širším slova smyslu a Basků. Melodie pochází z tradiční baskické písně. Text hymny napsal Sabin Arana.

## Geografie

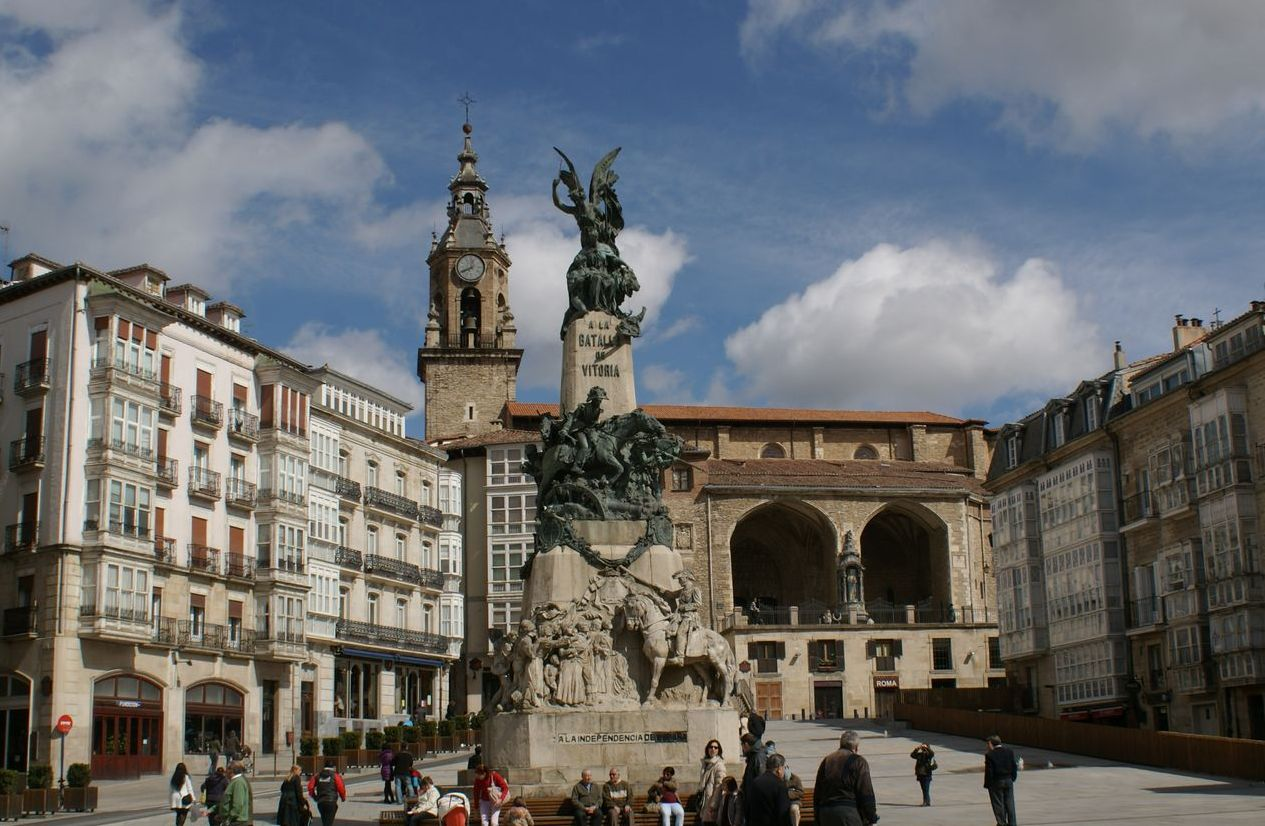
Virgen Blanca Plaza, Vitoria-Gasteiz

Na východě hraničí Baskicko s Navarrou, na západě s Kantábrií a Kastilií a Leónem, na jihu s La Riojou, na severovýchodě s Francií, na severu ho omývají vody Biskajského zálivu. Vstupní bránu ze zbytku Evropy do Baskicka a do Španělska vůbec tvoří provincie Guipúzcoa, ležící na pobřeží Biskajského zálivu.
Jsou tu horské hřbety (nejvyšší hora Monte Corbea, 1538 m). Hlavní pohoří tvoří předěl mezi Atlantským oceánem a Středozemním mořem ve směru osy východ–západ, na západ od pohoří Pyreneje. Nejvyšší hora Baskicka je v pohoří Aitzgorri (hora Aitxuri, 1551 m).

#### Atlantská část
Zde je mnoho údolí s krátkými řekami jako je Nervión, Urola nebo Oria, které tečou z hor do Biskajského zálivu. Pobřeží je drsné, s vysokými útesy a malými zátokami. Hlavními částmi pobřeží jsou záliv Bilbao Abra, ústí Urdaibai a záliv Bidasoa-Txingudi, který tvoří hranici s Francií.

#### Prostřední část
Mezi pohořími je oblast náhorní plošiny zvaná Llanada Alavesa ( Álavské pláně), kde se nachází Vitoria-Gasteiz, hlavní město autonomního společenství Baskicko. Řeky odtud tečou od hor jižním směrem k řece Ebro. Dalšími řekami jsou Zadorra a Bayas .

#### Údolí Ebro
Od jižních hor k Ebru je známá baskická oblast Rioja Alavesa, součást španělské vinařské oblasti Rioja. Řeka Ebro protéká podél jižní hranice Baskicka a po více než 900 km se vlévá do Středozemního moře.

## Podnebí
Baskické hory tvoří rozvodí a také vyznačují odlišné klimatické oblasti Baskicka:
Severní údolí v Biskajsku a Gipuzkoa a také údolí Ayala v Álavě jsou součástí tzv. Zeleného Španělska (España Verde, cornisa cantábrica), kde převládá oceánské podnebí s vlhkým počasím po celý rok a s mírnými teplotami. Průměr srážek je asi 1200 mm.
Střední část je více ovlivněna kontinentálním podnebím, zde jsou teplá, suchá léta a chladné, zasněžené zimy.
Údolí Ebra má čistě kontinentální klima: zimy jsou chladné a suché a léta velmi teplá a suchá, přičemž srážky vrcholí na jaře a na podzim. Vzhledem k blízkosti oceánu je však baskická část údolí Ebra mírná ve srovnání s oblastmi dále ve španělském vnitrozemí.

## Administrativní členění
Baskicko se člení na 3 provincie:
- Araba (španělsky Álava) – hlavní město Vitoria-Gasteiz
- Bizkaia (španělsky Vizcaya) – hlavní město Bilbao (baskicky Bilbo)
- Gipuzkoa (španělsky Guipúzcoa) – hlavní město Donostia-San Sebastián

## Kultura
Baskicko je zemí horalů, rybářů a v poslední době také turistů. Je proslulé výborným jídlem a obdivovateli her jako je míčová hra pelota a kuželky, které se hrají s velkou oblibou i v nejmenších vesnicích. Severozápadní Baskicko je průmyslovou oblastí.
Převažují zde především gotické, barokní a klasicistní památky.
Impresionistický skladatel Maurice Ravel je po otci Francouz a po matce Bask.